# Frank Rizzo
Francis Lazarro Rizzo, Sr. (23 tháng 10 năm 1920 - 16 tháng 7 năm 1991) là một sĩ quan cảnh sát và chính trị gia người Mỹ. Ông từng là ủy viên cảnh sát Philadelphia từ năm 1968 đến năm 1971 và là thị trưởng Philadelphia từ năm 1972 đến năm 1980.
Với tư cách là thị trưởng, Rizzo là một đối thủ mạnh của sự phân chia các trường học ở Philadelphia và ngăn cản việc xây dựng nhà ở công cộng trong các khu dân cư đa số là người da trắng. Trong khi tranh cử nhiệm kỳ thứ ba, Rizzo kêu gọi những người ủng hộ "Bầu chọn cho da trắng". Trong nhiệm kỳ làm ủy viên cảnh sát và thị trưởng, sở cảnh sát Philadelphia đã liên tục lặp đi lặp lại các hành động cho thấy sự tàn bạo của cảnh sát, đe dọa, ép buộc và coi thường quyền hiến pháp. Các kiểu sự tàn bạo của cảnh sát đã được ghi lại trong loạt phim Philadelphia Inquirer giành giải Pulitzer của William K. Marimow và Jon Neuman.